# Stéphane Guérin
 (octobre 2012).
Si vous disposez d'ouvrages ou d'articles de référence ou si vous connaissez des sites web de qualité traitant du thème abordé ici, merci de compléter l'article en donnant les références utiles à sa vérifiabilité et en les liant à la section « Notes et références ».
Œuvres principales
- La Grande Musique
- Kalashnikov
- Kamikazes"
- 9

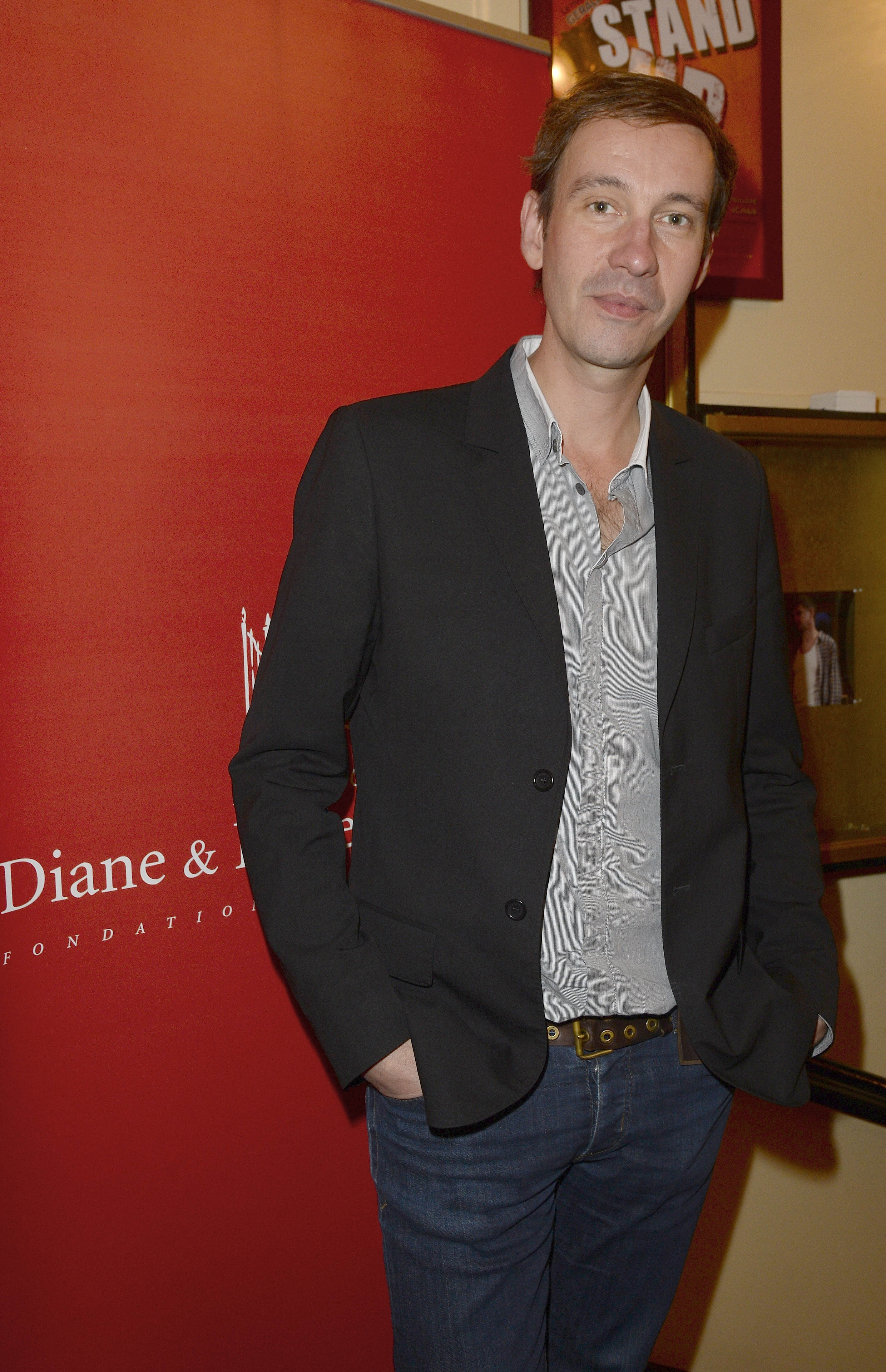
Stéphane Guérin

Stéphane Guérin est un auteur dramatique français, né à Nantes en Loire-Atlantique le 2 décembre 1969. Il est également auteur de chansons et scénariste.  
Son théâtre s’attache à la réinterprétation des mythes et des figures, à la recherche d’identité, et à la cellule et mémoire familiale, notamment par la transmission transgénérationnelle - psychogénéalogie. 
Il a signé des œuvres pour, entre autres, Micheline Presle, Claire Nadeau, Judith Magre, et Sylvie Joly. 
En 2012, il intègre le comité de lecture du théâtre du Rond-Point. 

## Théâtre
- 2025 : Le témoin, mise en scène Christophe Gand, au Festival OFF d'Avignon avec Benjamin Jungers
- 2023: Marcus, mise en scène de Olivier Macé, au Théâtre de l'Oriflamme - Festival Off d'Avignon[2]
- 2021-2023: La Grande Musique, mise en scène de Salomé Villiers, au Théâtre La Bruyère puis au Festival OFF d'Avignon[3] 2021 et 2022, puis en 2023 à la Comédie Bastille [4]
- 2020 : Oh Maman !, mise en scène de Guillaume Sentou assisté de Maud Forget, avec Alysson Paradis, Garance Bocobza, Mikaël Chirinian et Rudy Milstein théâtre La Scène Parisienne Paris
- 2019 : Comment Ça Va ? mise en scène de Raphaëlle Cambray avec Florence Pernel, Raphaëline Goupilleau, Patrick Catalifo et Pascal Gautier. Créé le 5 juillet 2019 au Théâtre La Luna (théâtre) Festival Off d'Avignon.
- 2018 : Kamikazes, mise en scène de Anne Bouvier avec Raphaëline Goupilleau, David Brécourt, Julie Cavanna, Valentin de Carbonnières, Pascal Gautier, Pierre Hélie et Salomé Villiers. Créé le 6 juillet 2018 au Théâtre Buffon  Festival Off d'Avignon[5].
- 2017 : Surtout Ne Regardez Pas Mon Jardin, mise en scène de Violaine Debarge  Première représentation le 20 mai à La Ferme Dupire à Villeneuve d'Ascq[6].
- 2017 : La Loi Du Talon, mise en scène de Stéphane Guérin et de Cyrille Thouvenin. Textes de Sandrine Sarroche, Cyrille Thouvenin et Stéphane Guérin. Créé le 12 janvier au Petit Palais des Glaces[7].
- 2017 : 9, mise en scène de Manex Fuchs et Georges Bigot pour la compagnie le Petit Théâtre de Pain. La pièce est reprise à Paris au Théâtre 13/Scène du 22 février au 26 mars 2017, puis en tournée[8].
- 2016 : Si ça ne vous dérange pas, mise en scène de Stéphane Guérin et de Cyrille Thouvenin. Textes de Sandrine Sarroche, Cyrille Thouvenin et Stéphane Guérin. Tournée octobre, novembre et décembre 2016.
- 2015 : Les Grandes Filles, mise en scène de Jean-Paul Muel, avec Geneviève Fontanel, Judith Magre, Claire Nadeau et Édith Scob. Créé le 13 mars 2015 au Théâtre Montparnasse.
- 2014 : Neuf, mise en scène de Manex Fuchs pour la compagnie le Petit Théâtre de Pain. La pièce a été présentée pour la première fois du 2 au 5 décembre 2014 sur la Scène Nationale du Sud-Aquitain à Anglet (Pyrénées-Atlantiques).
- 2013 : Caligula ™, mise en scène de Violaine Debarge. La pièce a été représentée pour la première fois le 8 mai 2013 au festival du Maelström à Villeneuve-d'Ascq, puis en tournée dans toute la région. Le 4 octobre 2013, la pièce a été représentée sur la Scène Nationale de La Rose des vents à Villeneuve-d'Ascq.
- 2013 : Kalashnikov, mise en scène de Pierre Notte, avec Raphaëline Goupilleau, Annick Le Goff, Yann de Monterno et Cyrille Thouvenin. Créé au Théâtre des 13 vents / Montpellier – CDN Languedoc Roussillon puis au Théâtre du Rond-Point du 30 mai au 30 juin 2013. La pièce a reçu le prix théâtre 2012 de la Fondation Diane & Lucien Barrière
- 2012 : L'État du lit, pièce King Size, dans le cadre d’une commande de pièce courte passée à sept auteurs (Jalie Barcilon, Marie Nimier, Nicole Sigal, Carole Thibaut, Jean-Daniel Magnin, Christian Siméon) par la SACD, le théâtre du Rond-Point, la FNCTA (Fédération Nationale des Compagnies de Théâtre et d'Animation) et l'Avant-scène Théâtre pour une compagnie d’amateurs, mise en scène Violaine Debarge, assistée de Simon Capelle, pour la compagnie du Maelström, pièces représentées au théâtre du Rond-Point en octobre 2012
- 2011 : C’est la crise et je t’emmerde, pièce écrite avec les élèves du Lycée Paul Constans à Montluçon, en partenariat avec le CDN – Le Festin, mise en scène Christophe Bihel
- 2011 : Ma vie est snuff-movie, mise en espace de l’auteur au Théâtre du Peuple à Bussang
- À la demande d’Anne-Laure Liégeois alors directrice du CDN – Le Festin à Montluçon, il est l’un des auteurs invités (avec Georgia Doll, Nicole Sigal, Marc Dugowson, Pierre Notte, Rémi de Vos) aux 36e Rencontres de Hérisson et sa pièce Médée, dernier repas est mise en scène par Laurent Gutmann (avec Stéphanie Pasquet et François Rabette)
- 2010 : Ubu Roi, libre adaptation de la pièce d’Alfred Jarry, mise en scène Franck Berthier, Scène Nationale Bonlieu-Annecy (avec Marie-Christine Letort, Jean-Philippe Ecoffey, Teresa Ovidio, Patrick Palmero et Jean-Pierre Poisson)
- 2009 : État des lieux, pièce écrite pour les élèves comédiens du Sudden Théâtre, mise en Franck Berthier au Sudden Théâtre - Paris
- 2009 : Je retiens tout ce que j’oublie, mise en scène Franck Berthier, Scène Nationale Bonlieu-Annecy – à la suite d'un travail collectif avec une trentaine d’amateurs autour du thème de la mémoire et de la transmission
- 2008 : Les sœurs cruelles, mise en scène Sophie Tellier, Festival NAVA (Nouveaux Auteurs dans la Vallée de l’Aude – directions Jean-Marie Besset et Gilbert Désveaux) à Limoux (avec Marianne Basler et Christine Boisson)
- 2006 : Ibrahim, sketch pour le nouveau spectacle de Sylvie Joly La cerise sur le gâteau, mise en scène Alex Lutz, Théâtre des Mathurins à Paris puis en tournée
- 2005 : Les pieds devant, mise en scène Jean-Paul Muel, présentation à la Foire Saint-Germain - mairie du VIe arrondissement de Paris, et programmée au festival NAVA (avec Micheline Presle et Claire Nadeau)
- 2005 : Trauma, une série monologues, mise en scène Emmanuelle Lorre, Théâtre Trimage à Nice
- 2003 : Dernières extrémités, mise en scène Helyett Brian, texte choral de différents auteurs, Théâtre de Grasse puis en tournée
- 2001 : Le premier de nous deux, mise en scène Françoise Petit, Théâtre du Renard à Paris (avec Philippe Dehesdin et Pierre-Arnaud Juin)

## Filmographie
- 2001 : Marie, Nonna, la Vierge et moi, co-scénariste et co-dialoguiste, long-métrage de Francis Renaud, diffusé en avant-première sur ARTE avant sa sortie en salles

## Chansons
- 2009 : La petite robe noire, mis en musique par Béatrice Ardisson pour les dix ans de la petite robe noire de Didier Ludot
- 2008 : Comme le temps passe, paroles mises en musique par Dominique Guillo, interprété par Christine Delaroche
- 2004 : Créatures, adaptation de chansons, spectacle musical d’Alexandre Bonstein et Lee Madford, au Vingtième Théâtre et au Théâtre de la Renaissance à Paris

## Prix et récompenses
- Lauréat 2012 du prix théâtre de la Fondation Diane & Lucien Barrière pour Kalashnikov – ce spectacle bénéficie également du soutien de l’Association Beaumarchais – SACD[18]
- Boursier du CNL (Centre National du Livre) pour sa pièce Tu t’en vas tout le temps
- Bourse d’écriture du CNC (Centre National de la Cinématographie) pour Marie, Nonna, la Vierge et moi